# Johann Winckelmann

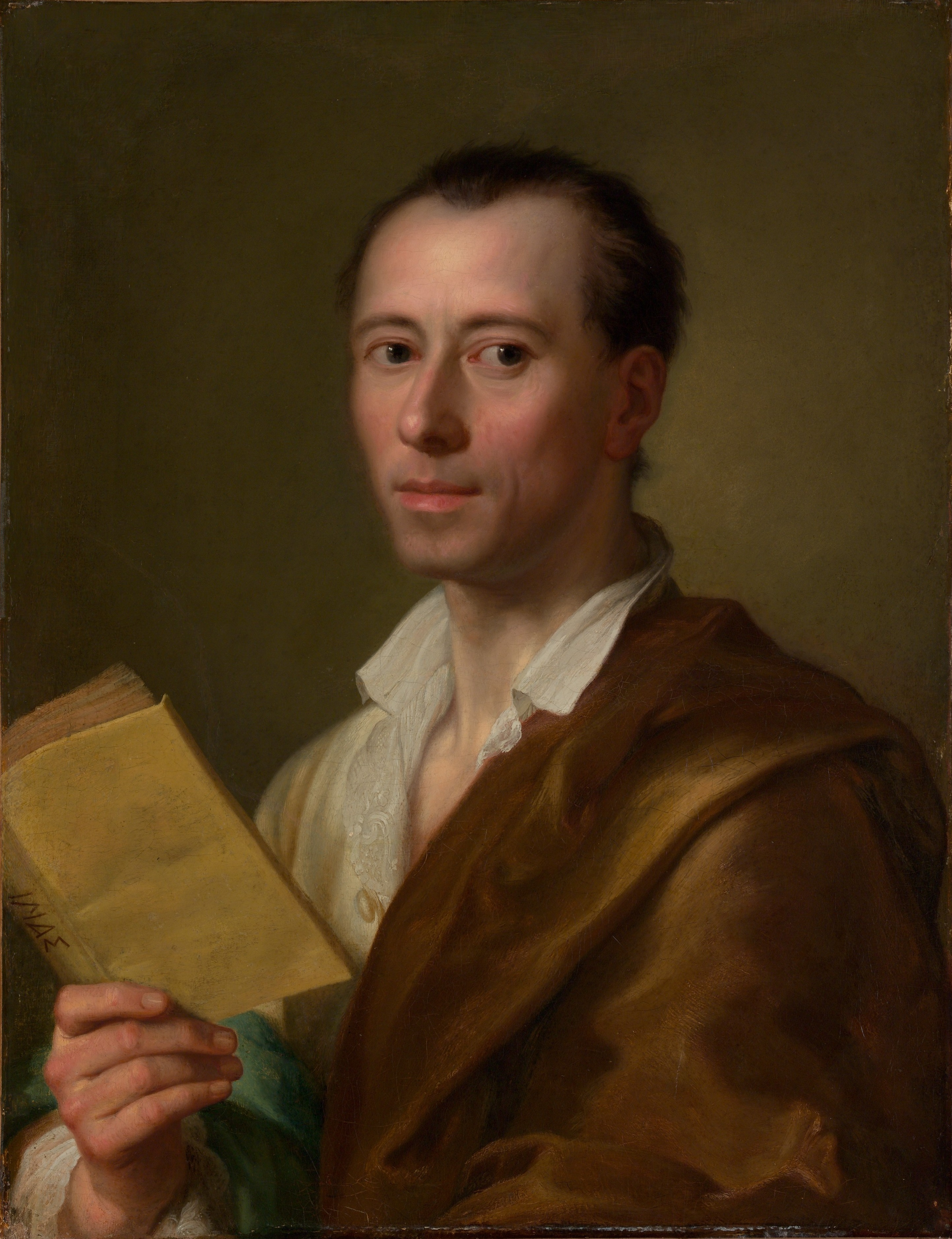
Johann Winckelmann, circa 1755, schilderij van Anton Raphael Mengs

Johann Joachim Winckelmann (Stendal, 9 december 1717 – Triëst, 8 juni 1768) was een Duits archeoloog en kunsttheoreticus, de beroemdste kunsttheoreticus van zijn tijd. Hij wordt wel beschouwd als de grondlegger of vader van de (klassieke) archeologie vanwege zijn studies over klassieke kunst (m.n. over de ontdekkingen te Herculaneum). Hij zette Karl Weber, het hoofd van de opgravingswerkzaamheden te Herculaneum en Pompeï, aan om systematischer te werk te gaan.

## Biografie
Winckelmann heeft een veelzijdig leven gehad. Hij kwam op 9 december 1717 als zoon van een schoenmaker in Stendal te wereld. Hij groeide er op en bezocht er scholen waarbij hij de steun kreeg van Esaias Wilhelm Tappert, rector van de Latijnse school aldaar. Met een stipendium van de Schönebeck’sche Stiftung kon hij in 1736 theologie aan de Universität von Halle (Saale) gaan studeren. Hij brak de studie af, volgde colleges filosofie en ethiek en verliet de universiteit om huisleraar te worden.
Via een correctorschap (vanaf 1743) viel hij op en in 1748 kreeg hij een baan bij graaf Heinrich von Bünau in Nöthnitz bij Dresden als bibliothecaris. Deze functie in een van de grootste particuliere bibliotheken in Duitsland bracht hem met wetenschappers en verzamelaars van naam in aanraking. Hij verlegde zijn belangstelling naar de Griekse klassieken. Door een studietoelage van de Saksische kroonprins kon hij in 1755 als onafhankelijk onderzoeker naar Rome. Daar deed hij onderzoek en korte tijd later publiceerde hij zijn eerste werk: Gedancken über die Nachahmung der Griechischen Werke in der Mahlerey und Bildhauer-Kunst. Zijn boek was erg gewild, zodat in 1756 al een tweede druk verscheen.
Toen brak in 1757 de Zevenjarige Oorlog uit waardoor hij in financiële moeilijkheden raakte, maar hij kon een aanstelling krijgen aan het Huis van kardinaal Archinto op voorwaarde dat hij zich bekeerde tot het katholicisme. Dat vergemakkelijkte zijn toegang tot de kringen van toonaangevende kunstenaars en geleerden.
In de daaropvolgende jaren bracht hij een aantal werken uit die hem beroemdheid opleverden. In 1758 verscheen Nachricht von den alten herculansichen Schriften en in 1759 volgde Museo Storico in Florenz. Vervolgens publiceerde hij in 1759 In Anmerkungen über die Baukunst der Alten Tempel zu Girgenti in Sizilien en in 1762 Anmerkungen über die Baukunst der Alten.
In die tijd krijgt hij de opdracht om voor Alessandro Albanis het programma voor de kunstzinnige vormgeving van de Villa Albani bij Florence te verzorgen. In 1763 kreeg Winckelmann van Paus Clemens XIII de functie van Commissario delle Antichità (opzichter van de antieke kunstwerken) in de Kerkelijke Staat en die van Scrittore (secretaris) in de Vaticaanse Bibliotheek. In de daaropvolgende jaren schreef hij Geschichte der Kunst des Altertums.
Winckelmann was een bekende van Giacomo Casanova die in zijn memoires over Winckelmanns homoseksualiteit schrijft. Net als Anton Raphael Mengs en Casanova was Winckelmann een Ridder van het Gulden Spoor, een pauselijke orde.
In 1768 reisde Johann Winckelmann naar München en Wenen, waar hij Maria Theresia van Oostenrijk bezocht. Op de terugreis werd hij op 50-jarige leeftijd in Hotel Duchi d'Aosta aan het huidige Piazza dell'Unità d'Italia in Triëst vermoord door Francesco Arcangeli. Hij stierf pas 6 uur later, en terwijl zijn ingewanden al die tijd uit zijn buik hingen, dicteerde hij nog zijn testament, te verzwakt om het nog te kunnen ondertekenen. Lange tijd hield deze brute moord de mensen bezig en daarom hebben geleerden geprobeerd de vele vragen te verklaren. Men was het er nooit helemaal over eens wat het motief tot de moord was. Sommigen zeggen dat het Arcangeli ging om de bijzondere munten die Winckelmann van Maria Theresia had gekregen. Misschien had dat te maken met homoseksuele toenaderingspogingen of meende Arcangeli in hem een jood, een lutheraan of een spion te zien.
Hein van Dolen schreef in zijn boek ‘Moord in Triest’ over de hypothesen en de twijfel die daarmee samenhangt. Ook hij brengt een mogelijke verklaring naar voren die niet zonder twijfels is. De feiten rondom de moord zijn vooral bekend door de vondst van 107 beschreven vellen met het verslag van het strafproces tegen Arcangeli.
Winckelmann is begraven bij de Kathedraal van San Giusto. Domenico Rossetti heeft daar in 1833 een grafmonument voor hem laten oprichten.

## Winckelmanns ideeën over kunst
Voor de romantici refereerde het woord ‘klassiek' naar het revolutionaire, maar voor Johann Winckelmann had het woord ‘klassiek’ de betekenis van ‘edle Einfalt und stille Grösse’, oftewel ‘edele eenvoud en stille grootsheid’. Winckelmann zette de mensen in zijn tijd aan tot het herwaarderen van de Griekse esthetica en kan hierdoor ook gezien worden als de grondlegger van het classicisme. Hij spreekt over navolging van de oudheid, maar hij bedoelt hiermee dat de essentie, ‘edle Einfalt und stille Grösse’, van de antieke kunst uitgedrukt moet worden.
Winckelmann beschouwde de Griekse kunst, hoewel hij nooit in Griekenland is geweest, als superieur aan alle kunsten. In Gedancken über die Nachahmung der Griechischen Werke in der Mahlerey und Bildhauer-Kunst stelt hij de Oud-Griekse esthetische idealen als maatstaf voor alle hedendaagse kunst. Hij was de eerste die kunstwerken in een historische samenhang plaatste en stelde dat ze samen een historische ontwikkeling vormden. Geschichte der Kunst des Altertums (1764) geldt daarom als zijn belangrijkste werk.
Winckelmann adviseerde schilders ‘hun kwast in het verstand te dopen’. Hiermee geeft hij aan dat hij vond dat de geest het belangrijkste was dat een kunstenaar bezat. De kunst moest een waarheid naar buiten brengen; ze kreeg dan ook een moraliserend karakter. Men had de geest nodig voor de navolging van de antieke kunst, het was een mate van nabootsing maar niet van klakkeloos overnemen.
Door Winckelmanns ideeën gold lange tijd de gedachte dat een beeld in brons of in wit marmer gemaakt moest zijn. Maar rond 1800 werd bekend dat de Grieken zelf hun beelden altijd met felle kleuren hadden beschilderd. Het classicistische idee waar Winckelmann altijd van gesproken had, met de eenvoud van kleur, was ineens helemaal van de baan.

### Winckelmanns visie en de Laocoöngroep
Velen die de Laocoöngroep, een beeldengroep bestaande uit Laocoön en zijn zonen, bestudeerd hebben, vonden dat het beeld door de gebeeldhouwde schreeuw van Laocoön angst uitstraalt. Het beeld werd door Winkelmann nooit echt mooi of echt lelijk gevonden, maar Winckelmann vond wél dat de beeldengroep 'edle Einfalt und stille Grösse' uitstraalde. Volgens hem straalde het beeld sereniteit en passie uit.
De Italiaanse kunstenaar Bernini ontleende veel aan de Laocoöngroep voor zijn barok, maar deze werd door Winckelmann als afschuwelijk bestempeld. Er ontstond een grote discussie tussen Winckelmann en Lessing: Winckelmann vond dat de beeldengroep iets heroïsch en stoïcijns had, omdat Laocoön zijn schreeuw probeerde te onderdrukken. Lessing daarentegen meende dat de antieke kunst om esthetische redenen de expressie van het schreeuwen niet toeliet.

## Invloed van Winckelmann
Winckelmann heeft veel invloed gehad en hij heeft ons dan ook zijn ‘grondige, rationele en systematische chronologisch opgezette aanpak van de antieke kunstgeschiedenis’ nagelaten. Hij dacht dat de geschiedenis een proces was dat bestond uit opgang en neergang. Zijn visie op kunst kwam hiermee overeen. Ook in de kunst kan men namelijk opgang en neergang herkennen. Winckelmann vond dat er na de Griekse beschaving alleen nog maar verval was geweest.
Goethe zei over de werken van Winckelmann: ‘Door Winckelmanns werken te lezen leren we niets, maar worden we iets.’
De invloed van Winckelmann vindt men ook vandaag de dag nog terug. Piet Gerbrandy vindt dat je de ‘edle Einfalt und stille Grösse’ terugvindt in de gedichten van Hester Knibbe. In een artikel in de Volkskrant van 18 augustus 2005 zegt hij: ‘Het zijn gebeitelde verzen die nergens uit de band springen, maar op de beste momenten wel onder grote spanning staan. De klassieke inslag verraadt zich ook in verwijzingen naar middeleeuwse kloosters, Egyptische tempels en Thetis, Achilleus' onsterfelijke moeder.’ Hiermee legt hij het verband tussen de beeldhouwkunst en architectuur in het oude Griekenland en de gedichten van Hester Knibbe. Hiermee maakt hij duidelijk dat de kunst van Knibbe zo mooi is door haar eenvoud, maar daardoor juist een grootsheid uitstraalt. Ditzelfde herkende Winckelmann immers in de beeldhouwkunst en de architectuur van het oude Griekenland.

## Geschichte der Kunst des Altertums
Er wordt gezegd dat dit boek zorgde voor het ontstaan van de kunstgeschiedenis. Daarnaast is er door de publicatie van het boek een andere manier van denken over stijl ontstaan. Winckelmanns boek was in een belangrijk opzicht anders dan andere encyclopedische werken. In plaats van ordening aanbrengen door middel van plaats, deed hij dat op basis van stijl. Lange tijd bouwde men al in bepaalde stijlen, maar men was zich er zelf niet van bewust tot de publicatie van dit boek.
Winckelmann stelt in dit boek dat er in Rome geen originele Griekse beelden waren, maar alleen maar kopieën. Naast het historisch chronologische overzicht, gaf Winckelmann ook een oordeel. Hij prijst namelijk de Griekse kunst als het hoogst bereikbare aan, vanwege de ‘edle Einfalt und stille Größe’ ervan.

## Werken
- Gedancken über die Nachahmung der Griechischen Werke in der Mahlerey und Bildhauer-Kunst (1755)
- Nachricht von den alten herculansichen Schriften (1758)
- Museo Storico in Florenz (1759)
- Anmerkungen über die Baukunst der Alten Tempel zu Girgenti in Sizilien (1759)
- Anmerkungen über die Baukunst der Alten (1762)
- Sendschreiben von den herkulanischen Entdeckungen (1762)
- Neue Nachrichten von den neuesten herkulanischen Entdeckungen (1764)
- Geschichte der Kunst des Altertums (1764)
- Monumenti antichi inediti vol. I-II (1767)

## Nagedachtenis van Winckelmann

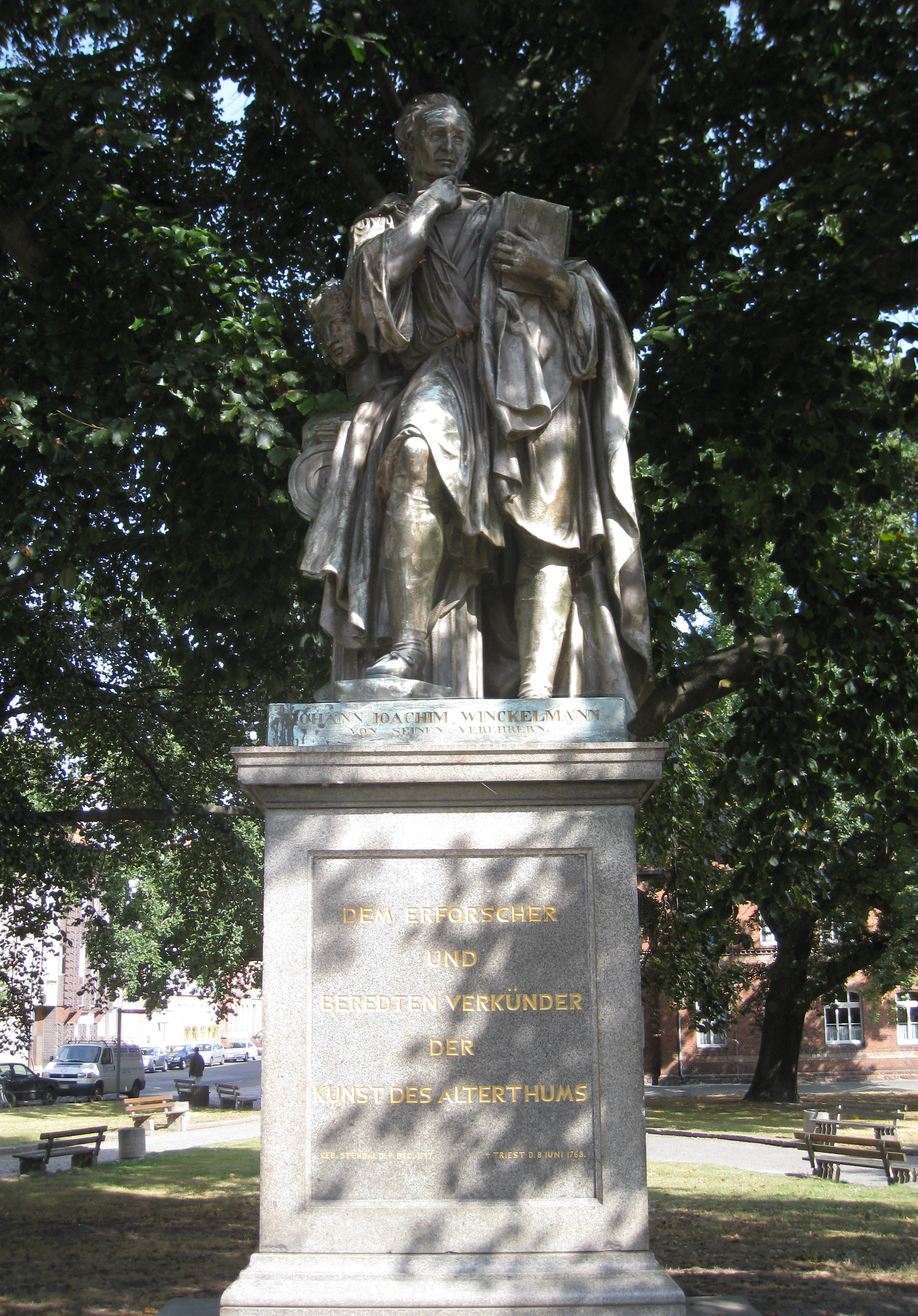
Monument (1859) voor Winckelmann te Stendal, op het naar hem genoemde plein in die stad
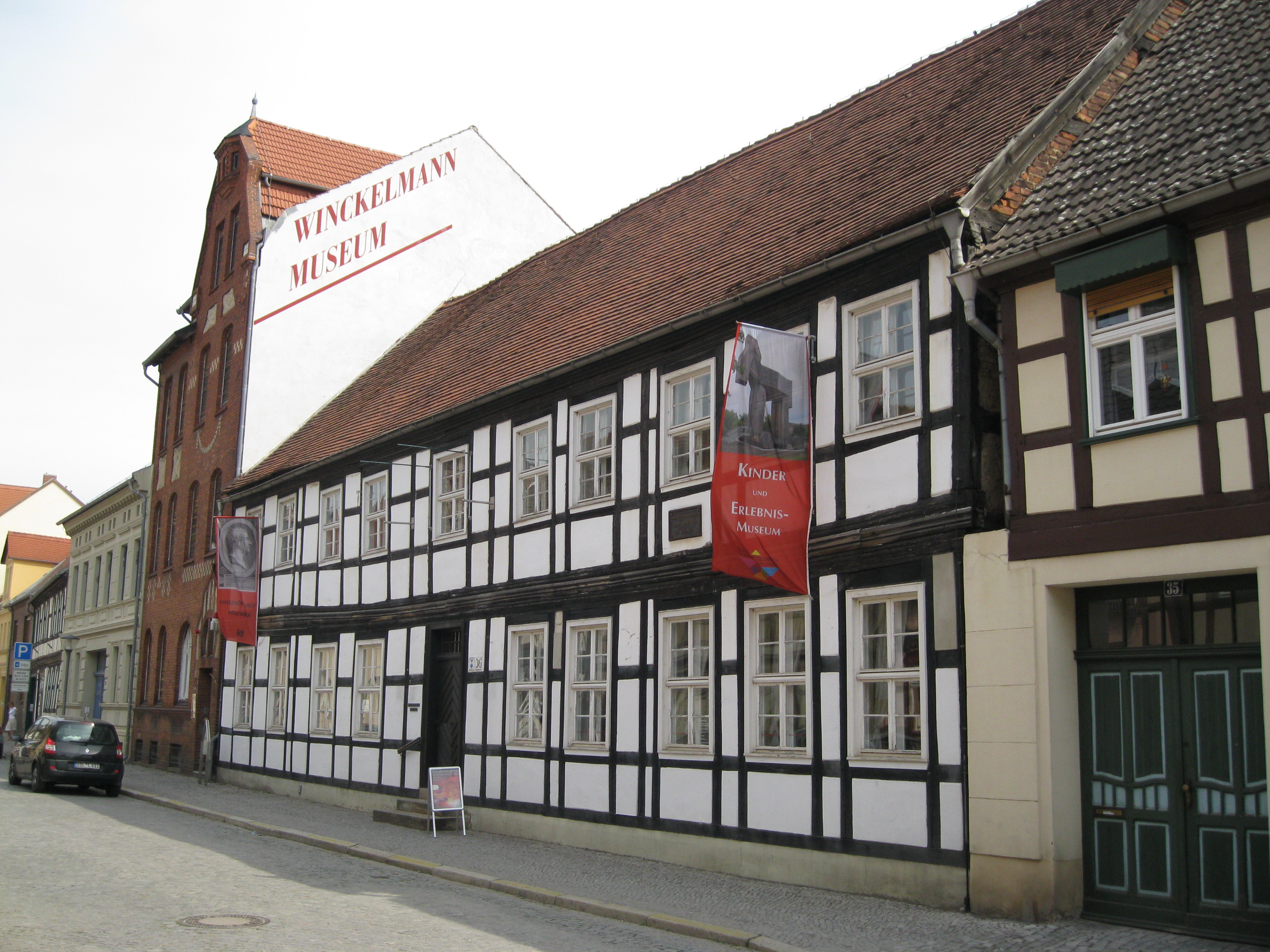
Winckelmann-Museum te Stendal
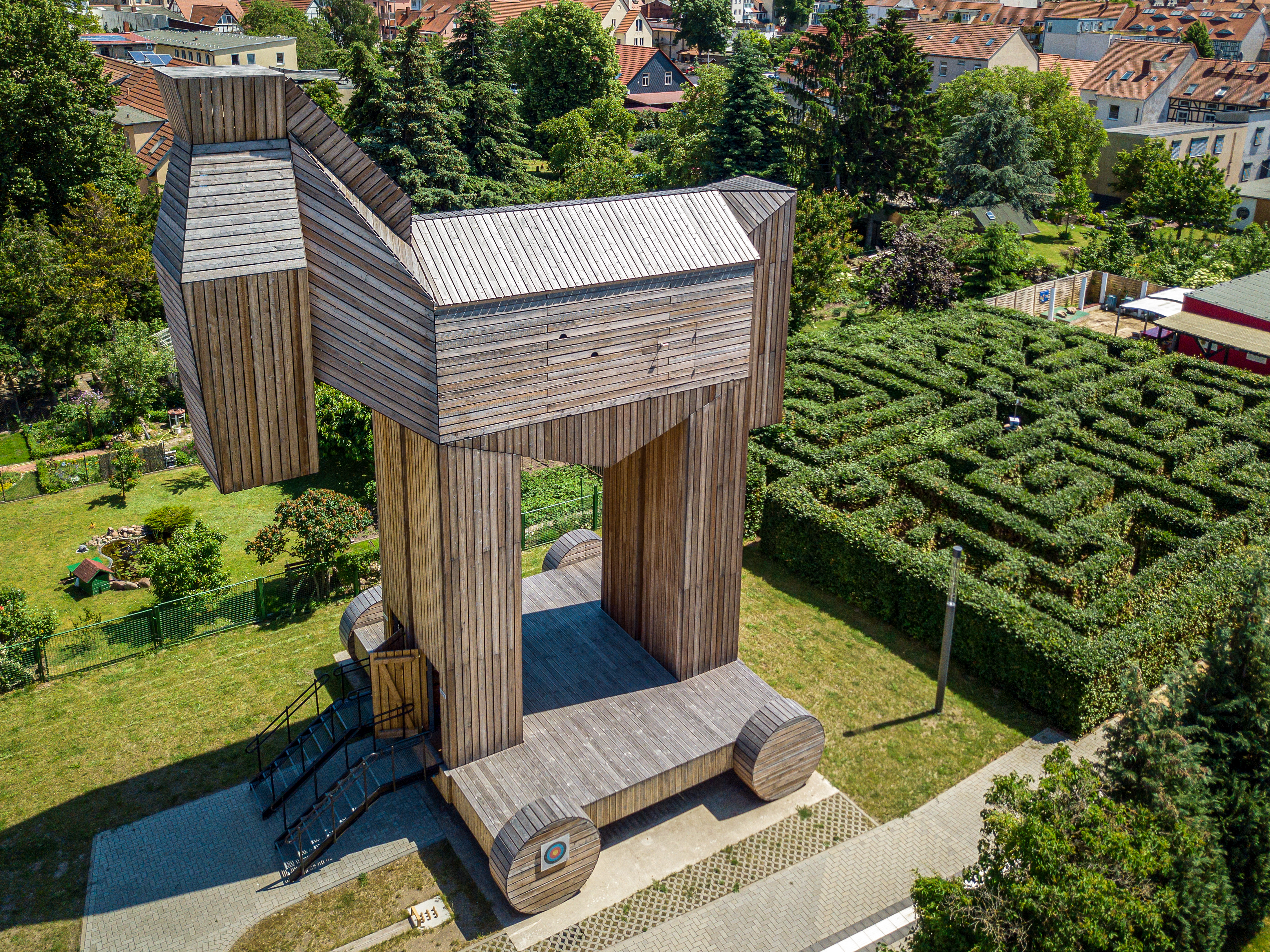
Nagebouwd Paard van Troje op de binnenplaats van dit museum

In zijn geboortestad Stendal is sinds 1955 een museum aan Winckelmann gewijd ( Duitstalige website van dit museum). Dit museum gaat uit van de in 1940 opgerichte Winckelmann-Gesellschaft, een wetenschappelijk genootschap dat zich met Winckelmanns wetenschappelijke en literaire werk bezighoudt.
Een wetenschappelijk instituut van de Humboldt-Universiteit te Berlijn is naar Winckelmann genoemd. In verscheidene Duitse en Oostenrijkse steden zijn er straten naar hem vernoemd.
- Bibsys: 90131167
- Biblioteca Nacional de Chile: 000156328
- Biblioteca Nacional de España: XX879953
- Bibliothèque nationale de France: cb120260458 (data)
- Catàleg d'autoritats de noms i títols de Catalunya: 981058515063606706
- CiNii: DA01994441
- Gemeinsame Normdatei: 118633600
- International Standard Name Identifier: 0000 0001 2280 9108
- Library of Congress Control Number: n50015795
- Nationale Bibliotheek van Letland: 000027180
- Bibliotheek van het Japanse parlement: 00461160
- Nationale Bibliotheek van Tsjechië: jn20000720330
- Nationale bibliotheek van Australië: 36526625
- Nationale Bibliotheek van Israël: 987007270060505171
- Nationale Bibliotheek van Polen: a0000001186294
- Nationale en Universitaire bibliotheek Zagreb: 000105850
- Nederlandse Thesaurus van Auteursnamen: 068900074
- Réseau des bibliothèques de Suisse occidentale: 02-A000176824
- RKD-Nederlands Instituut voor Kunstgeschiedenis: 278534
- Istituto Centrale per il Catalogo Unico: RAVV029384
- LIBRIS: 227559
- SNAC: w6514vmn
- Système universitaire de documentation: 028422058
- Trove: 1273442
- Union List of Artist Names: 500021722
- Virtual International Authority File: 64019631
- WorldCat: E39PBJmdxwJ7r4qT7pRd9gPmh3